# Cartografia di Dione

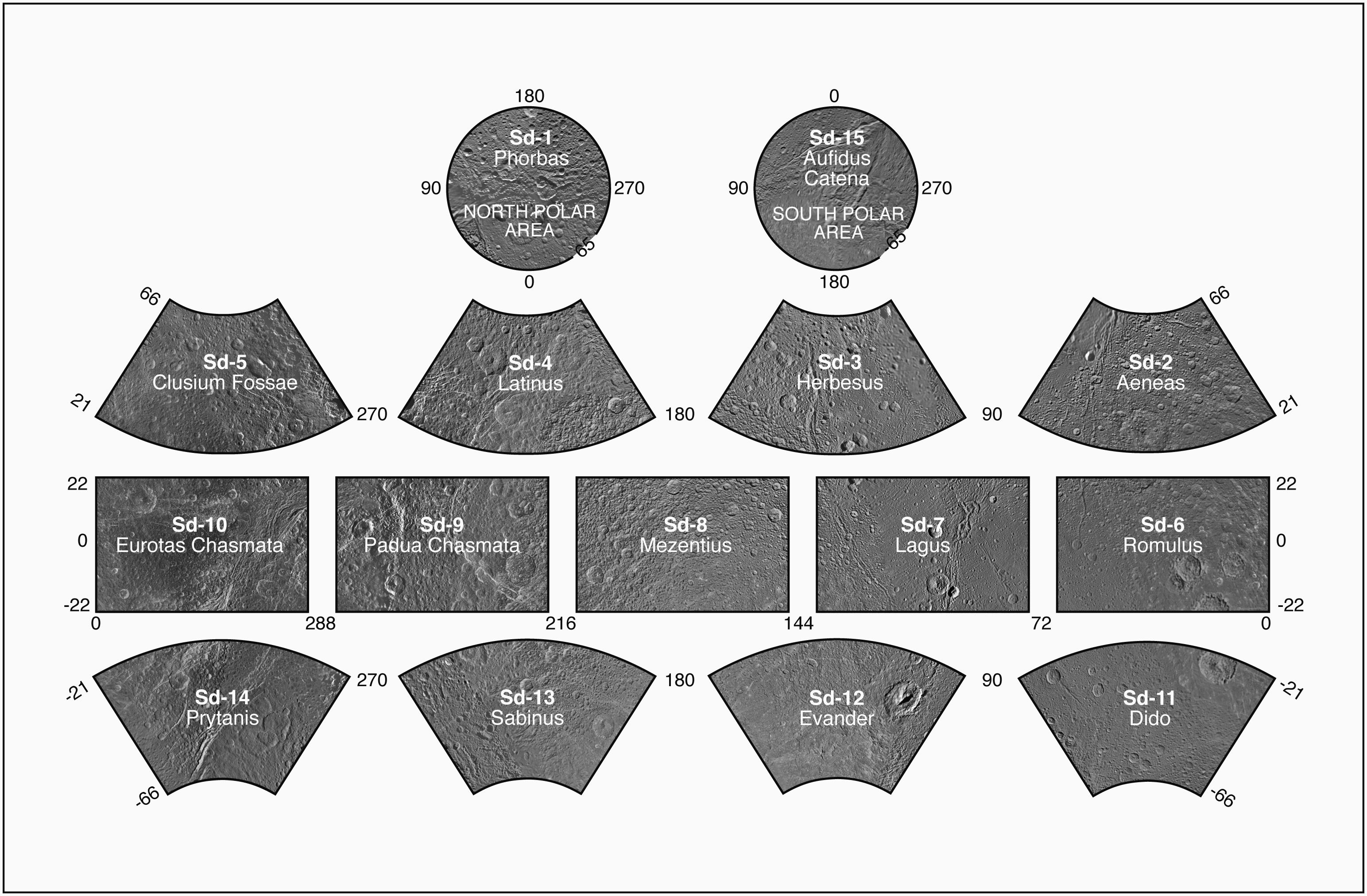
Le maglie di Dione.

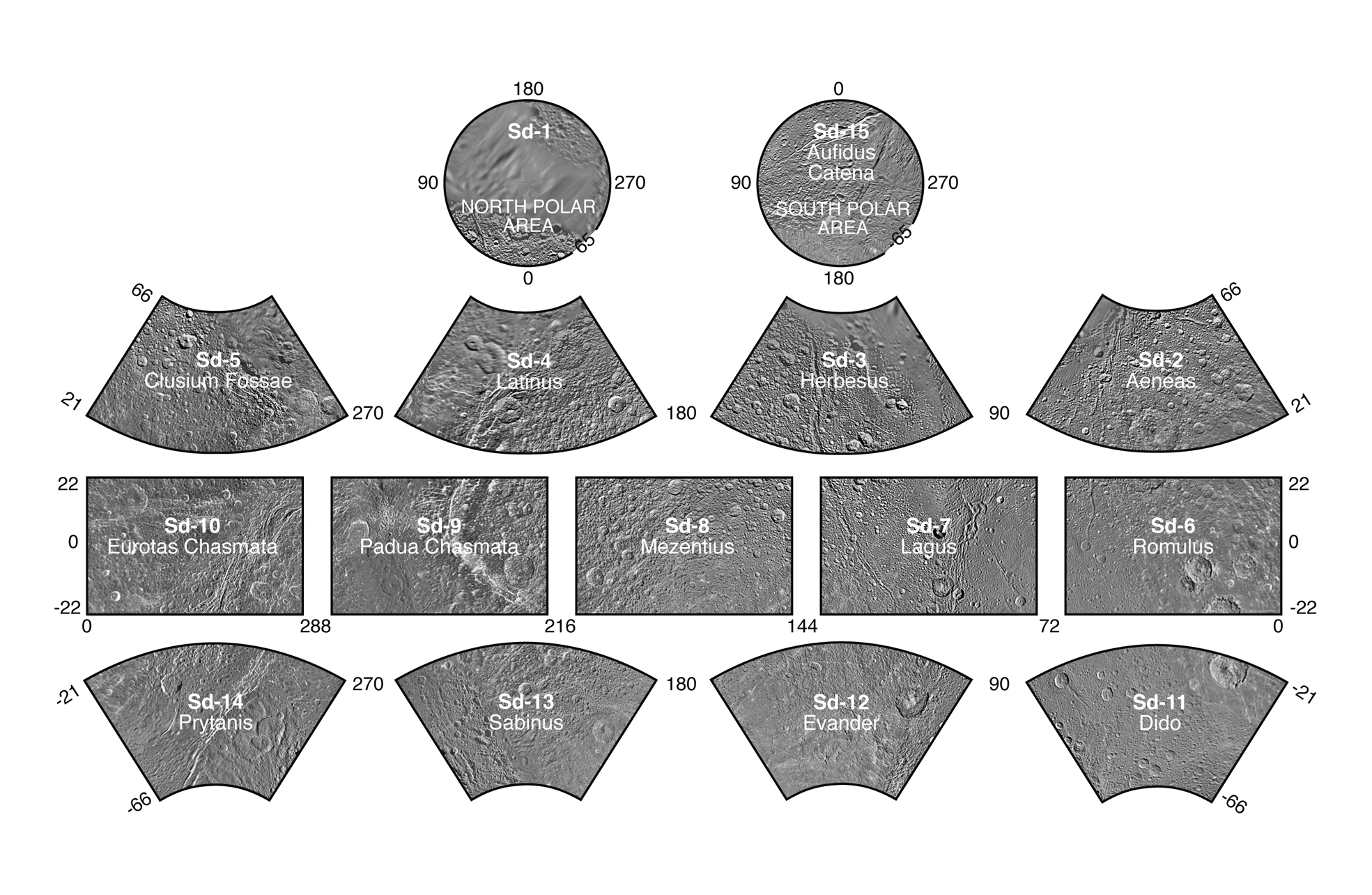
Le maglie di Dione secondo l'edizione del 2008.

Per la cartografia di Dione, l'Unione Astronomica Internazionale ha convenzionalmente suddiviso la superficie del satellite secondo un reticolato, adatto ad una rappresentazione in scala 1:1.000.000, che definisce 15 maglie.
La cartografia è il risultato dell'elaborazione delle immagini di dettaglio ottenute durante i sorvoli ravvicinati compiuti dalla sonda Cassini. Ne venne prodotta una prima versione nel 2008 che presentava ampie zone a bassa risoluzione, in particolare nella zona polare artica. Dopo l'acquisizione di ulteriori immagini fu predisposta la nuova versione della cartografia attualmente in uso.
Alle maglie del reticolato è stato assegnato un codice di tipo Sd-n, dove Sd è l'acronimo di Saturno e Dione mentre n è il sequenziale assegnato alla maglia all'interno del reticolato. La numerazione delle maglie avviene da nord verso sud e da est verso ovest. Le maglie circumpolari sono di forma circolare. Ad ogni maglia è stato inoltre assegnato un nome ripreso da un elemento topografico di rilievo che si trova nella maglia.
Le dimensioni delle maglie differiscono per numero di gradi di longitudine e latitudine coperti. Inoltre lungo i confini latitudinali le maglie si sovrappongono per 1 grado.
Complessivamente sono state definite cinque fasce di maglie. La prima, posta a cavallo dell'equatore, si estende tra i 22° S e i 22° N ed è suddivisa in cinque maglie di 72° di longitudine ciascuna. La seconda e la terza si estendono tra i 21° N/S e i 66° N/S e sono suddivise in quattro maglie di 90° di longitudine ciascuna. Per tutte queste fasce si è adottato come meridiano convenzionale per l'avvio della suddivisione in maglie quello posto a 0° E. Ciascuna delle altre fasce, che si estende oltre i 65° N/S, è composta dalla sola maglia circumpolare.

## Schema d'insieme
Il seguente schema illustra le posizioni relative delle maglie:
| Sd-1 Maglia Phorbas              |                                  |                                  |                                  |                               |                               |                               |                               |                       |                       |                       |                       |                      |                      |                      |                    |                     |                     |                     |                     |
| Sd-5 Maglia di Clusium Fossae    | Sd-5 Maglia di Clusium Fossae    | Sd-5 Maglia di Clusium Fossae    | Sd-5 Maglia di Clusium Fossae    | Sd-5 Maglia di Clusium Fossae | Sd-4 Maglia Latinus           | Sd-4 Maglia Latinus           | Sd-4 Maglia Latinus           | Sd-4 Maglia Latinus   | Sd-4 Maglia Latinus   | Sd-3 Maglia Herbesus  | Sd-3 Maglia Herbesus  | Sd-3 Maglia Herbesus | Sd-3 Maglia Herbesus | Sd-3 Maglia Herbesus | Sd-2 Maglia Aeneas | Sd-2 Maglia Aeneas  | Sd-2 Maglia Aeneas  | Sd-2 Maglia Aeneas  | Sd-2 Maglia Aeneas  |
| Sd-10 Maglia di Eurotas Chasmata | Sd-10 Maglia di Eurotas Chasmata | Sd-10 Maglia di Eurotas Chasmata | Sd-10 Maglia di Eurotas Chasmata | Sd-9 Maglia di Padua Chasmata | Sd-9 Maglia di Padua Chasmata | Sd-9 Maglia di Padua Chasmata | Sd-9 Maglia di Padua Chasmata | Sd-8 Maglia Mezentius | Sd-8 Maglia Mezentius | Sd-8 Maglia Mezentius | Sd-8 Maglia Mezentius | Sd-7 Maglia Lagus    | Sd-7 Maglia Lagus    | Sd-7 Maglia Lagus    | Sd-7 Maglia Lagus  | Sd-6 Maglia Romulus | Sd-6 Maglia Romulus | Sd-6 Maglia Romulus | Sd-6 Maglia Romulus |
| Sd-14 Maglia Prytanis            | Sd-14 Maglia Prytanis            | Sd-14 Maglia Prytanis            | Sd-14 Maglia Prytanis            | Sd-14 Maglia Prytanis         | Sd-13 Maglia Sabinus          | Sd-13 Maglia Sabinus          | Sd-13 Maglia Sabinus          | Sd-13 Maglia Sabinus  | Sd-13 Maglia Sabinus  | Sd-12 Maglia Evander  | Sd-12 Maglia Evander  | Sd-12 Maglia Evander | Sd-12 Maglia Evander | Sd-12 Maglia Evander | Sd-11 Maglia Dido  | Sd-11 Maglia Dido   | Sd-11 Maglia Dido   | Sd-11 Maglia Dido   | Sd-11 Maglia Dido   |
| Sd-15 Maglia di Aufidus Catena   |                                  |                                  |                                  |                               |                               |                               |                               |                       |                       |                       |                       |                      |                      |                      |                    |                     |                     |                     |                     |